# Gonzalo II Fernández de Córdoba
Gonzalo Fernzández de Córdoba (Cartagena, 27 luglio 1520 – Villaviciosa de Odón, 3 dicembre 1578) è stato un generale spagnolo.
È indicato talvolta come Gonzalo II Fernández de Córdoba.

## Biografia
Gonzalo II fu governatore di Milano per due volte, dal 1558 al 1560 e dal 1563 al 1564, e nel medesimo periodo anche Capitano Generale delle Truppe in Italia, Grand'Ammiraglio del Regno di Napoli e membro del consiglio reale del re di Spagna per l'Italia oltre che del consiglio di guerra reale.

## Famiglia e titoli
Gonzalo II Fernández de Córdoba nacque a Cartagena, in Spagna e rimase ben presto orfano di entrambi i genitori, perdendo la madre a 4 anni ed il padre a 6 anni. Egli era nipote del famoso viceré di Napoli, Gonzalo Fernández de Córdoba, che per primo aveva ottenuto il titolo di duca di Sessa per sé e per i suoi discendenti.
A Valladolid, il 30 novembre 1538 sposò María Sarmiento de Mendoza, di antico e nobile lignaggio, sorella di Diego de los Cobos y Hurtado de Mendoza, I marchese di Camarasa, il cui padre Francisco fu segretario di Carlo V d'Asburgo come re di Spagna. Questo matrimonio, per quanto felice, non produsse eredi.
Fu il 217º cavaliere dell'Ordine del Toson d'oro a partire dal 1555 e gli venne concesso anche il titolo di I duca di Baena per merito di re Filippo II di Spagna con regio decreto del 19 agosto 1566. Questa concessione fu quantomai una manna dal cielo per la famiglia di Gonzalo in quanto egli, pressato dai creditori, nel 1552 era già stato costretto a vendere il titolo di duca di Andria a Fabrizio Carafa, conte di Ruvo.
Egli ebbe sin dalla giovinezza un'amichevole rapporto con Juan Latino (Baena, 1518 - Granada, 1596), primo professore di colore di un'università al mondo.
Nel 1578 Gonzalo morì senza eredi e la successione dei suoi titoli passò a sua sorella  Francisca Fernández de Córdoba, (Napoli, 10 agosto 1521 - Baena, 9 settembre 1597), la quale aveva sposato nel 1542 Álvaro de Zúñiga y Sotomayor, IV marchese di Gibraleón, VI conte di Belalcázar, morto il 24 febbraio 1559.

## Albero genealogico
|                                                    |                                              |                                                       | Genitori                                                 |  |  | Nonni |  |  | Bisnonni                                      |  |  | Trisnonni                                                 |  |
|                                                    |                                              |                                                       |                                                          |  |  |       |  |  | Diego Fernández de Córdoba, II conte di Cabra |  |  | Diego Fernández de Córdoba y Montemayor, I conte di Cabra |  |
|                                                    |                                              |                                                       |                                                          |  |  |       |  |  | Diego Fernández de Córdoba, II conte di Cabra |  |  | Diego Fernández de Córdoba y Montemayor, I conte di Cabra |  |
|                                                    |                                              | María Carrillo                                        |                                                          |  |  |       |  |  | Diego Fernández de Córdoba, II conte di Cabra |  |  |                                                           |  |
| Diego Fernández de Córdoba, III conte di Cabra     |                                              |                                                       |                                                          |  |  |       |  |  | Diego Fernández de Córdoba, II conte di Cabra |  |  |                                                           |  |
|                                                    |                                              | María Hurtado de Mendoza y Luna                       | Diego Hurtado de Mendoza, I duca dell'Infantado          |  |  |       |  |  |                                               |  |  |                                                           |  |
|                                                    |                                              | María Hurtado de Mendoza y Luna                       | Diego Hurtado de Mendoza, I duca dell'Infantado          |  |  |       |  |  |                                               |  |  |                                                           |  |
|                                                    |                                              | María Hurtado de Mendoza y Luna                       | Brianda de Luna y Mendoza                                |  |  |       |  |  |                                               |  |  |                                                           |  |
| Luis Fernández de Córdoba, IV conte di Cabra       |                                              | María Hurtado de Mendoza y Luna                       |                                                          |  |  |       |  |  |                                               |  |  |                                                           |  |
|                                                    |                                              | Diego de Zúñiga                                       | Álvaro de Zúñiga y Guzmán, I duca di Béjar               |  |  |       |  |  |                                               |  |  |                                                           |  |
|                                                    |                                              | Diego de Zúñiga                                       | Álvaro de Zúñiga y Guzmán, I duca di Béjar               |  |  |       |  |  |                                               |  |  |                                                           |  |
|                                                    |                                              | Diego de Zúñiga                                       | Leonor Manrique de Lara                                  |  |  |       |  |  |                                               |  |  |                                                           |  |
| Francisca de Zúñiga y de la Cerda                  |                                              | Diego de Zúñiga                                       |                                                          |  |  |       |  |  |                                               |  |  |                                                           |  |
|                                                    |                                              | Juana de la Cerda y Castañeda, IV signora di Villoria | Luis de la Cerda II, III signore di Villoria             |  |  |       |  |  |                                               |  |  |                                                           |  |
|                                                    |                                              | Juana de la Cerda y Castañeda, IV signora di Villoria | Luis de la Cerda II, III signore di Villoria             |  |  |       |  |  |                                               |  |  |                                                           |  |
|                                                    |                                              | Juana de la Cerda y Castañeda, IV signora di Villoria | Francisca de Castañeda, signora di la Palma              |  |  |       |  |  |                                               |  |  |                                                           |  |
| Gonzalo II Fernández de Córdoba, III duca di Sessa |                                              | Juana de la Cerda y Castañeda, IV signora di Villoria |                                                          |  |  |       |  |  |                                               |  |  |                                                           |  |
|                                                    | Pedro Fernández de Córdoba, conte di Aguilar | Pedro Fernández de Córdoba, III signore di Aguilar    |                                                          |  |  |       |  |  |                                               |  |  |                                                           |  |
|                                                    | Pedro Fernández de Córdoba, conte di Aguilar | Pedro Fernández de Córdoba, III signore di Aguilar    |                                                          |  |  |       |  |  |                                               |  |  |                                                           |  |
|                                                    | Pedro Fernández de Córdoba, conte di Aguilar | Leonor de Arellano                                    |                                                          |  |  |       |  |  |                                               |  |  |                                                           |  |
| Gonzalo Fernández de Córdoba, I duca di Sessa      | Pedro Fernández de Córdoba, conte di Aguilar |                                                       |                                                          |  |  |       |  |  |                                               |  |  |                                                           |  |
|                                                    |                                              | Elvira de Herrera y Enriquez                          | Pedro Núñez de Herrera, signore di Pedraza               |  |  |       |  |  |                                               |  |  |                                                           |  |
|                                                    |                                              | Elvira de Herrera y Enriquez                          | Pedro Núñez de Herrera, signore di Pedraza               |  |  |       |  |  |                                               |  |  |                                                           |  |
|                                                    |                                              | Elvira de Herrera y Enriquez                          | Blanca Enríquez de Mendoza y Quiñones                    |  |  |       |  |  |                                               |  |  |                                                           |  |
| Elvira Fernández de Córdoba, II duchessa di Sessa  |                                              | Elvira de Herrera y Enriquez                          |                                                          |  |  |       |  |  |                                               |  |  |                                                           |  |
|                                                    |                                              | Fradique Manrique de Lara y Castilla                  | Pedro Manrique de Lara y Mendoza, VIII signore di Amusco |  |  |       |  |  |                                               |  |  |                                                           |  |
|                                                    |                                              | Fradique Manrique de Lara y Castilla                  | Pedro Manrique de Lara y Mendoza, VIII signore di Amusco |  |  |       |  |  |                                               |  |  |                                                           |  |
|                                                    |                                              | Fradique Manrique de Lara y Castilla                  | Leonor de Castilla y Albuquerque                         |  |  |       |  |  |                                               |  |  |                                                           |  |
| María Manrique de Lara                             |                                              | Fradique Manrique de Lara y Castilla                  |                                                          |  |  |       |  |  |                                               |  |  |                                                           |  |
|                                                    |                                              | Beatriz de Figueroa, signora di Rebolledo de la Torre | Gómez Suárez de Figueroa, I signore di Feria             |  |  |       |  |  |                                               |  |  |                                                           |  |
|                                                    |                                              | Beatriz de Figueroa, signora di Rebolledo de la Torre | Gómez Suárez de Figueroa, I signore di Feria             |  |  |       |  |  |                                               |  |  |                                                           |  |
|                                                    |                                              | Beatriz de Figueroa, signora di Rebolledo de la Torre | Elvira Lasso de Mendoza, signora de la Vega              |  |  |       |  |  |                                               |  |  |                                                           |  |
|                                                    |                                              | Beatriz de Figueroa, signora di Rebolledo de la Torre |                                                          |  |  |       |  |  |                                               |  |  |                                                           |  |